# Louder (album de R5)
Louder este albumul de studio de debut al formației americane de pop rock, R5. Albumul a fost lansat pe data de 24 septembrie 2013 prin Hollywood Records. Louder a fost, de asemenea, lansat ca o ediție de delux, cu patru cântece în plus care sunt valabile numai prin digital download.

## Istorie
„We wanted to put out a fun album” (Noi am vrut să facem un album distractiv), spune Rydel Lynch despre album, iar Ratliff a spus „We wanted to make an upbeat and inspirational album you want to play 24/7” (Noi am vrut să facem un album upbeat și inspirațional pe care vrei să îl asculți 24/7).

## Lansare
O versiune delux a albumului a fost vândută exclusiv la Target, incluzând cântecul „Wishing I Was 23”, produs de Rocky Lynch, iar o versiune ZinePak a fost vândută exclusiv la Justice, care a inclus abțibilduri și cântecul bonus de asemenea. O versiune delux a albumului a fost lansată în Japonia în noiembrie, care include alt cântec bonus, „Crazy Stupid Love”.

## Performanțe pe chart-uri
Albumul a debutat pe Billboard 200 pe numărul 24 vânzând 15,000 copii în prima sa săptămână.

## Recenzii
Albumul a primit în mare parte recenzii bune, cu Tim Sendra de la AllMusic descriind Louder ca o „lucrare puternică, organizată și amuzantă de pop modern”, iar el a mai vorbit despre Rydel cântând în „Love Me Like That”, spunând „acesta este un drăguț și sassy interlud”. Musichel a numit Louder impresionanta „mare intrare în lumea muzicii pop” al formației, adăugând „viitorul lui R5 este setat pentru cer și dincolo de el”.

## Single-uri
- Primul single a fost „Pass Me By”, care a fost lansat pe data de 20 august 2013. Videoclipul a fost lansat pe data de 29 august 2013.
- Pe data de 25 decembrie, formația a lansat „(I Can't) Forget About You” ca al doilea single de pe album.[9] Videoclipul a fost lansat pe data de 15 ianuarie 2014.

## Track listing
| Nr.             | Titlu                           | Autor(i)                                                                                     | Lungime |  |
| 1.              | „Pass Me By”                    | Evan „Kidd” Bogart, Andrew Goldstein, Emanuel Kiriakou, Savan Kotecha, R5                    | 3:21    |  |
| 2.              | „(I Can't) Forget About You”    | Evan „Kidd” Bogart, Andrew Goldstein, Emanuel Kiriakou, R5, Lindy Robbins                    | 3:31    |  |
| 3.              | „Ain't No Way We're Goin' Home” | Evan „Kidd” Bogart, Andrew Goldstein, Emanuel Kiriakou                                       | 3:06    |  |
| 4.              | „I Want U Bad”                  | Evan „Kidd” Bogart, Andrew Goldstein, Emanuel Kiriakou, Lindy Robbins                        | 3:13    |  |
| 5.              | „If I Can't Be with You”        | Evan „Kidd” Bogart, Andrew Goldstein, Emanuel Kiriakou, Jens Koerkemeier, Tony Oller, R5     | 2:55    |  |
| 6.              | „Love Me Like That”             | Evan „Kidd” Bogart, Andrew Goldstein, Emanuel Kiriakou, R5, Lindy Robbins                    | 3:21    |  |
| 7.              | „One Last Dance”                | Evan „Kidd” Bogart, Andrew Goldstein, Emanuel Kiriakou, Lindy Robbins                        | 3:21    |  |
| 8.              | „Loud”                          | Evan „Kidd” Bogart, Andrew Goldstein, Emanuel Kiriakou, Lindy Robbins                        | 3:26    |  |
| 9.              | „Fallin' for You”               | Evan „Kidd” Bogart, Andrew Goldstein, Emanuel Kiriakou, Lindy Robbins                        | 3:36    |  |
| 10.             | „Cali Girls”                    | Nathanael Boone, Riker Lynch, Rocky Lynch                                                    | 3:28    |  |
| 11.             | „Here Comes Forever”            | Evan „Kidd” Bogart, Andrew Goldstein, Emanuel Kiriakou, Riker Lynch, Rocky Lynch, Ross Lynch | 3:15    |  |
| Lungime totală: | Lungime totală:                 | Lungime totală:                                                                              | 36:33   |  |

| Cântece bonus prin digital download |                                |         |  |
| Nr.                                 | Titlu                          | Lungime |  |
| 12.                                 | „Loud (acustic)”               | 3:26    |  |
| 13.                                 | „Fallin' for You (acustic)”    | 3:23    |  |
| 14.                                 | „I Want U Bad (acustic)”       | 3:18    |  |
| 15.                                 | „Here Comes Forever (acustic)” | 3:14    |  |
| Lungime totală:                     | Lungime totală:                | 49:54   |  |

| Cântece exclusive Target |                    |         |  |
| Nr.                      | Titlu              | Lungime |  |
| 12.                      | „Wishing I Was 23” | 3:34    |  |
| Lungime totală:          | Lungime totală:    | 40:07   |  |

| Cântece bonus de pe ediția specială delux din Japonia |                             |         |  |
| Nr.                                                   | Titlu                       | Lungime |  |
| 13.                                                   | „Loud (acustic)”            | 3:26    |  |
| 14.                                                   | „I Want U Bad (acustic)”    | 3:23    |  |
| 15.                                                   | „Fallin' for You (acustic)” | 3:18    |  |
| 16.                                                   | „Crazy Stupid Love”         | 3:14    |  |
| 17.                                                   | „Christmas Is Coming”       | 3:08    |  |
| Lungime totală:                                       | Lungime totală:             | 53:02   |  |

## Chart-uri
| Chart (2013)                    | Poziție pe chart |
| ------------------------------- | ---------------- |
| Belgian Albums Chart (Flanders) | 47               |
| Belgian Albums Chart (Wallonia) | 158              |
| French Albums Chart             | 121              |
| Irish Albums Chart              | 59               |
| Italian Albums Chart            | 11               |
| Japanese Albums Chart           | 60               |
| Polish Albums Chart             | 26               |
| Portuguese Albums Chart         | 27               |
| Spanish Albums Chart            | 38               |
| UK Albums (OCC)                 | 149              |
| US Billboard 200                | 24               |